# رابرت کرایچنان
 رابرت کرایچنان (انگلیسی: Robert Kraichnan؛ زاده ۱۵ ژانویه ۱۹۲۸ درگذشته ۲۶ فوریه ۲۰۰۸) یک فیزیک‌دان اهل ایالات متحده آمریکا بود.